# Coupe du Portugal de football 2002-2003
Navigation
2001-2002 2003-2004
La Coupe du Portugal de football 2002-2003 est la 63e édition de la Coupe du Portugal de football, considéré comme le deuxième trophée national le plus important derrière le championnat. 
La finale est jouée le 15 juin 2003, à l'Estádio Nacional do Jamor, entre le FC Porto et l'União Leiria. Le FC Porto remporte son douzième titre en battant Leiria 1 à 0. Le FC Porto réussit le doublé coupe-championnat cette saison, le finaliste perdant se qualifie pour la Coupe UEFA.

## Finale
| 15 juin 2003 | FC Porto         | 1 - 0   | União Leiria | Estádio Nacional do Jamor   |                             |
|              |                  | (0 - 0) |              | Arbitrage : Pedro Henriques | Arbitrage : Pedro Henriques |
|              | Feuille de match |         |              | Arbitrage : Pedro Henriques | Arbitrage : Pedro Henriques |